# Danny and the Wonderbras
Danny and the Wonderbras ist eine deutsche Rock-’n’-Roll-/Country-Band, die 2005 von Sänger und Gitarrist Danny Wuenschel gegründet wurde.

## Geschichte

### Anfänge
Die Band ging im Sommer 2005 aus einer Schulband des Helmholtz-Gymnasiums Karlsruhe hervor und bestand zunächst aus Danny Wuenschel (* 8. November 1986, Speyer), Schlagzeuger Tim Harbusch (* 19. April 1983, Karlsruhe) und Merten Lindorf an der Bassgitarre. Als „klassisches“ Rockabilly-Trio spielten sie zunächst ein Bühnen-Programm aus den Songs von Chuck Berry, Elvis Presley, Jerry Lee Lewis, Buddy Holly, Eddie Cochran und Carl Perkins. 2007 kam Kontrabassist Caron Pomp an Stelle von Merten Lindorf in die Band. Des Öfteren tourten sie in dieser Zeit als Supportband gemeinsam mit Boppin’B.
Im Januar 2008 erschien ihr erstes offizielles Album End of the Road bei NIWO-Music/DMG. Die Aufnahmen entstanden im Proberaum und enthalten, neben einem Großteil an Coverstücken wie zum Beispiel Alice Coopers Poison oder Follow Me von Uncle Cracker, auch die ersten Eigenkompositionen, u. a. Pretty Baby, Oh My Darling und Why Why Why. Bei zwei Songs des Albums, Hey Little Girl und dem Gene-Vincent-Klassiker Race With The Devil, übernahm Tim Harbusch den Leadgesang.

### Umbruch
Nach mehreren ausgiebigen Tourneen durch Deutschland und das angrenzende Ausland verließen Harbusch und Pomp die Band im Juni 2009, um an der Musical-Produktion Buddy der Firma Stage Entertainment mitzuwirken. Kurz darauf gelang es Danny, den Kontra-Bassisten Matthias Kraus und den Schlagzeuger Patrick Metzger als „neue Wonderbras“ zu gewinnen. Letzterer wurde dann im Frühjahr 2010 durch Torsten Neumaier ersetzt.
An den Aufnahmen zum zweiten Album It's Time to Rock'n'Roll, die in dieser Zeit stattfanden, wirkten deshalb beide Schlagzeuger mit. Im Gegensatz zur ersten CD ist der Anteil an selbst geschriebenem Material auf Time to Rock'n'Roll deutlich höher: einige Titel des Albums wie Louisiana Summernights, Separate Ways, Cemetery Rock oder My Bella genießen einen hohen Bekanntheitsgrad, sowohl unter DatW-Fans, als auch generell in der deutschen Rockabilly-Szene. Zu den wenigen Coversongs des Albums gehören das von Elvis Presley bekannt gemachte Suspicious Minds und Amy Winehouse' Valerie.
Seit 2010 weitet das Trio seine Tour-Frequenz stetig aus, mit bis zu 18 Auftritten in manchen Monaten auf Festivals, in Clubs, in Kneipen und auf Festen verschiedenster Art, im gesamten deutschen Raum sowie in Frankreich, Österreich, Italien, Schweden, Luxemburg, Belgien, den Niederlanden, Großbritannien und der Schweiz. Sie gelten als eine der aktivsten Rock-’n’-Roll-Bands Europas.

### Projekte
Neben ihren eigenen Tourneen tourte die Band bislang immer mal wieder als Begleitband verschiedener Künstler, wie zum Beispiel dem Münchener Sänger Chris Aron sowie James „The King“ Brown aus Belfast und vor allem mit dem amerikanischen Sänger Ski King unter dem Namen „Ski King and the Wonderbras“, nicht selten auf Tattoo-Conventions. Das Repertoire dieses Projekts beinhaltet zum Großteil Songs von Johnny Cash und Elvis Presley, aber auch Hardrock-Klassiker von Bands wie Motörhead, AC/DC, Judas Priest oder Guns N’ Roses.

### Rockabilly Party
2011 erschien die dritte Platte der Band namens „Rockabilly Party“, erneut bei NIWO-Music/DMG, welches neben Stücken von Wünschel auch die erste Komposition von Matthias Kraus, Hot Rod Gang, enthält. Neben harten Rockern wie Hear My Please, My Finger Do the Talkin oder Ships Without Harbour, einem Cover der Düsseldorfer „Teddy Boy“-Band Black Raven gehen Danny and the Wonderbras mit Titeln wie I'm on My Way, Laura Wood oder You and Me and the Devil Makes Three verstärkt in Stilrichtung Country, was sowohl für negative, als auch positive Kritik sorgte.

### Rock It!
Am 1. Februar 2013 wurde das vierte Studioalbum der Band bei DMG-Germany veröffentlicht. Es trägt den Titel Rock It!. Zudem ist es das erste DatW-Album, von dem neben der CD-Version auch eine Vinyl-Auflage erschienen ist. Die darauf enthaltenen Songs gehen zum Teil erneut stark in Richtung Country-Rock. Neben einigen Coverversionen bekannter Country-Songs, wie z. B. The Race Is On von George Jones, Black Rose von Billy Joe Shaver oder Me And Bobby McGee von Kris Kristofferson finden sich wieder viele Eigenkompositionen der Band. Auch Matthias Kraus steuerte mit You Got It Girl und Carolin erneut zwei Songs zum Album bei.

### Live at the FUCK
Während ihrer Sommer-Tour 2011 schnitt die Band eines ihrer Konzerte mit. Der Auftritt fand in Gelsenkirchen in der Kultkneipe „Lokal ohne Namen“ statt, welche seine Stammgästen aber als eher „Fuck“ bekannt ist. Neben den Songs der bis dato erschienenen Alben spielte sich das Trio an diesem Abend durch ein großes Repertoire an Rock-’n’-Roll- und Country-Coversongs. Die Aufnahmen waren lange Zeit verloren, doch tauchten zu Beginn des Jahres 2015 wieder auf und wurden zum zehnjährigen Jubiläum der Band als Doppelalbum veröffentlicht. Das Cover-Motiv, auf dem zwei Whiskey trinkende Affen abgebildet sind, zeigt ein Gemälde, welches sich auf dem DJ-Pult des „Lokal ohne Namens“ befindet.

### 2012–2014
Am 17. März 2012 belegte das Trio den 1. Platz beim 1st-Rockabilly-Rumble-Band-Contest in Pullman City und am 18. November 2012 den 2. Platz beim internationalen Countrymusic-Award in der Kategorie „Trio“.
Zum Jahresbeginn 2013 entschied sich Neumaier, die Gruppe zu verlassen, worauf sein Platz am Schlagzeug von dem Freiburger Sven Lück eingenommen wurde. Im Laufe des Jahres vergrößerte sich die Band zu einem Quintett. Zum einen kam mit Daniel „Junior“ Leinmüller ein junger Boogie-Pianist dazu, zum anderen fand Danny in Christoph „Chris Lee“ Leonhardi einen idealen Gitarrenpartner mit starken Blues-Einflüssen. Von dieser Besetzung gibt es, bis auf das gemeinsame Album mit Ski King keine Veröffentlichungen, obgleich ein Konzert für das Fernsehstudio „Kanal 21“ eingespielt wurde.

### Auflösung
Nach einem Jahr verließ Leonhardi die bereits 2014 Gruppe wieder und Kraus kündigte seinen Ausstieg für das darauf folgende Jahr an. 2015 holte Wuenschel Schlagzeuger Torsten Neumaier zurück in die Band und die beiden gingen nach Nashville, Tennessee um gemeinsam an einem Album für Wuenschels Soloprojekt zu arbeiten. Nach Kraus' Ausstieg spielten Wuenschel, Neumaier und Leinmüller abwechselnd zusammen mit der Kölner Bassistin Lea Küpper und dem Bassisten Guido Dieringer aus Stuttgart. Nach der Veröffentlichung des Doppelalbums Live at the FUCK und dem Jubiläums-Konzert in Essen tourte die Band noch bis Jahresende und spielte ihr letztes gemeinsames Konzert am 26. Dezember 2015. Danny Wuenschel startete zeitgleich eine Solokarriere als Countrymusiker und arbeitet hin und wieder mit verschiedenen Teilen der „Wonderbras“ zusammen.

## Diskografie
- 2008: End of the Road
- 2010: It's Time to Rock'n'Roll
- 2011: Rockabilly Party
- 2013: Rock It!
- 2014: Live at Wild at Heart (als „Ski King and the Wonderbras“)
- 2015: Live at the FUCK